# Земетчинське міське поселення
Земе́тчинське міське поселення (рос. Земетчинское городское поселение) — міське поселення у складі Земетчинського району Пензенської області Росії.
Адміністративний центр — селище міського типу Земетчино.

## Населення
Населення — 9486 осіб (2019; 10894 в 2010, 12310 у 2002).

## Склад
До складу сільської ради входять:
| Населений пункт                 | Населення, осіб (2002) | Населення, осіб (2010) |
| ------------------------------- | ---------------------- | ---------------------- |
| Графинино, присілок             | 65                     | 37                     |
| Земетчино, селище міського типу | 12088                  | 10772                  |
| Наришкіно, присілок             | 9                      | 0                      |
| Смирновське, село               | 148                    | 85                     |